# Zentralmoschee (Astana)

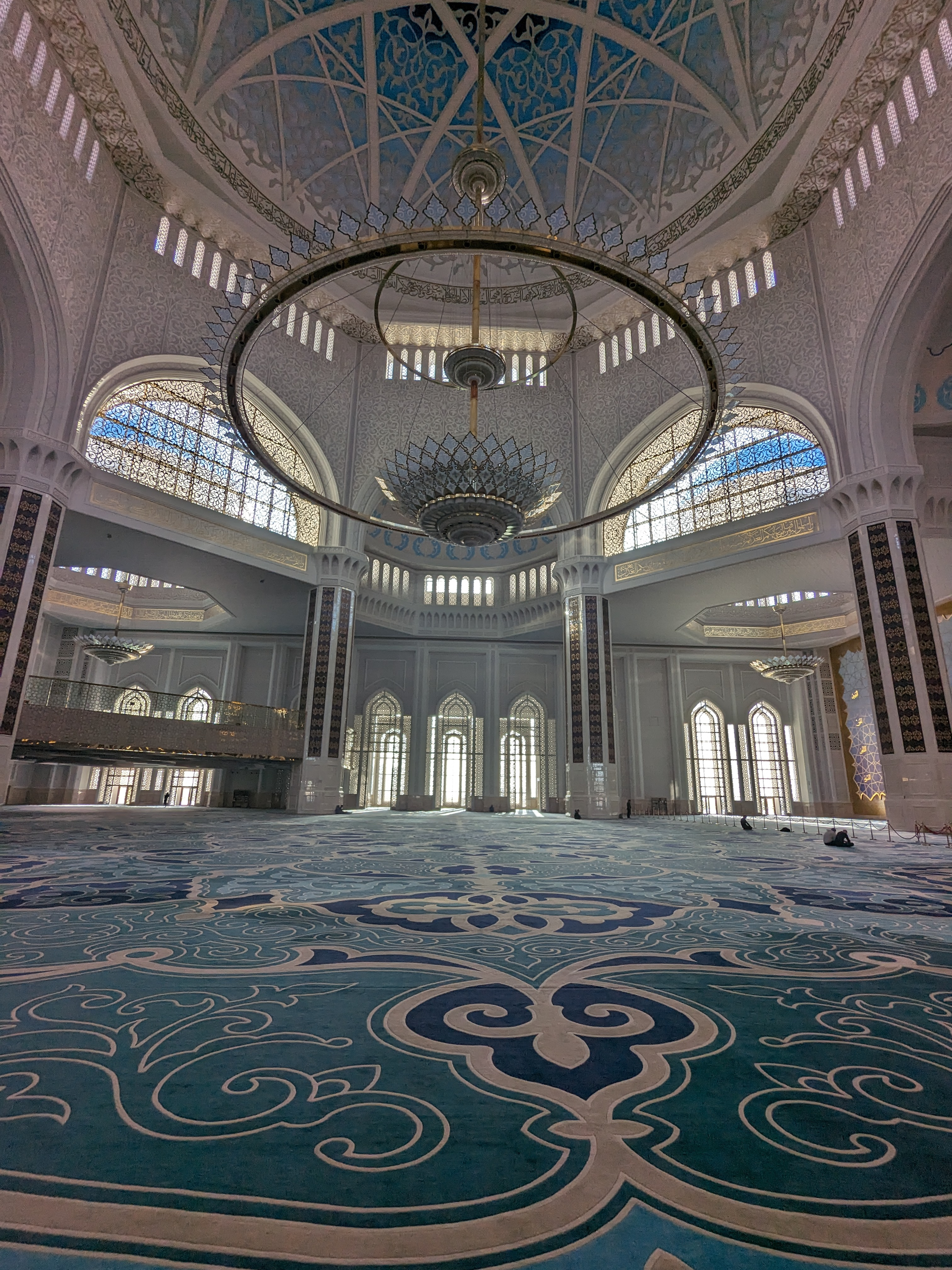
Innenansicht der Moschee

Die Zentralmoschee von Astana (kasachisch Астана қаласының Орталық мешіті Astana qalasynyñ Ortalyq meşıtı, russisch Центральная мечеть Астаны Tsentralʹnaya mechetʹ Astany) ist eine Moschee in Astana, Kasachstan. Sie ist die größte Moschee in Zentralasien und eine der größten der Welt. Die Moschee ist im osmanischen Baustil errichtet. Die Bauarbeiten begannen 2019 und waren 2019 abgeschlossen. In der Moschee können 30.000 Männer und 5.000 Frauen gleichzeitig beten, während weitere 200.000 Gläubige im Innenhof der Moschee Platz finden.

## Beschreibung
Die Hauptkuppel der Moschee ist die größte ihrer Art in der Welt. Die Höhe der Kuppel beträgt fast 83,2 Meter bei einem Durchmesser von 62 Metern. Die vier umliegenden Minarette sind 130 Meter hoch und bestehen aus fünf Teilen, die die fünf Säulen des Islam symbolisieren – Glaube, Gebet, Fasten, Zakat und Pilgerfahrt. Einer der Türme im linken Flügel wurde für die Öffentlichkeit zugänglich gemacht, über einen Aufzug ist die Aussicht auf die Stadt möglich.
Die Eingangstür der Moschee gilt mit 12,4 Metern und einem Gewicht von eineinhalb Tonnen als eine der höchsten Holztüren der Welt. Das Material besteht aus hartem Iroko-Holz, das im tropischen Afrika wächst. Die Türen sind mit kasachischen Mustern und die Außenwände mit weißer arabischer Schrift auf blauem Grund verziert.
Die Innentüren der Moschee sind 12 Meter hoch und die Fenster bestehen aus handgefertigtem Buntglas mit bunten Ornamenten.
Die Wände der Moschee und die Innenseite der Kuppel sind mit bunten Mustern, Koranversen und Gebeten verziert. Die arabische Kalligrafie wurde von dem kasachischen Meister Asylbek Baizakuly illustriert. Die Wand auf der der Qibla zugewandten Seite ist mit den 99 Namen Allahs beschriftet und wird von innen mit goldenem Licht beleuchtet. Die Mosaikwand ist 100 Meter lang und 22,4 Meter hoch und besteht aus 25 Millionen Gläsern in verschiedenen Farben.
Die große Halle und die Gebetszone der Frauen sind vollständig mit kasachischen Ornamentteppichen bedeckt. Die Gesamtfläche des Teppichs beträgt 15.525 Quadratmeter und ist damit der größte handgefertigte Teppich der Welt.